# Melwendorf
Melwendorf war eine Ortschaft auf der Gemarkung der Gemeinde Großbeeren im Landkreis Teltow-Fläming in Brandenburg.

## Lage
Experten gehen davon aus, dass der Ort auf dem Gebiet lag, auf dem im 18. Jahrhundert der Ort Neubeeren erschien. Er wäre damit südwestlich des Gemeindezentrums von Großbeeren gelegen.

## Geschichte
Im Jahr 1375 erschien Melwendorpp, Melwendorff und Melweldorff im Landbuch Karls IV. Es war zu dieser Zeit 22 Hufe groß, von vier Kossäten bewohnt und gehörte zum Gut Großbeeren. Die Gutsherren hielten das Ober- und Untergericht, das Kirchenpatronat und erhielten Wagendienste aus dem Ort. Bereits 1435 gab es erste Anzeichen, dass der Ort wüst gefallen war. Zu dieser Zeit gehörte er der Familie von Hake zu Kleinmachnow, denen vier wüste Hufen zugesprochen waren. In den Jahren 1472/1475 erschien to Meluendorp; 1485 wurde eine Dorfstätte Melwendorf erwähnt. Doch bereits 1511 wurde Mallendorff wieder als wüste Feldmark bezeichnet. 1520 gab es ein weiteres Zeichen des Dorfes. Der Schulze aus Großbeeren besaß neben seinen fünf Hufen im Ort zweitere zwei Melwendorfsche Hufe; ebenso wurden sechs Bauern und den Köttern aus Großbeeren jeweils eine Hufe zugesprochen. Ein weiterer Bauer aus Kleinbeeren war ebenfalls im Besitz einer Hufe aus Melwendorf. Sie zahlten hierfür Abgaben an das Gut Großbeeren; müssten demzufolge auch dort das Land bewirtschaftet haben. 1522 waren es zwei Bauern aus Sputendorf, die je eine Hufe nutzen. Ein Bauer bewirtschaftete eine Halbe Hufe auf der Feldmark und leistete daraus dem Gut Kleinmachnow Abgaben.
Über die Zeit aus dem Dreißigjährigen Krieg gibt es bislang keine Erkenntnisse. Erst 1750 erschien der Ort in einem Teilungsrezeß der Familie von Beeren, nachdem in dem mittlerweile erneut als wüste Feldmark bezeichneten Dorf keine Wirtschaftsgebäude errichtet werden durften. Allerdings soll die Feldmark bei „Gelegenheit mit Wirten besetzt“ werden. Dies geschah offenbar in den folgenden Jahren, als 1770 erstmals eine Feldmark Moellendorff modo das erbaute Dorf Neu-Beeren urkundlich erwähnt wurde. Mit einem Eintrag aus dem Jahr 1753 verliert sich dann die Spur von Melwendorf. Sie soll zu dieser Zeit 22 Hufen groß gewesen sein und von Bauern aus Groß- und Kleinbeeren genutzt worden sein.